# Американская выпь
Америка́нская выпь (лат. Botaurus lentiginosus) — вид птиц семейства цаплевых (Ardeidae).

## Внешний вид
Американская выпь является средней по размеру цаплей с толстым телом и шеей и короткими ногами. Верхняя часть тела коричневой окраски, с мелкими чёрными пятнами, нижняя — чёрно-белая. Шея белого цвета. От выпи европейской её отличают размер и толщина когтей на ногах.

## Распространение
Американские выпи распространены в Канаде и США. На зимовку отправляются на юг США, в регион Карибского моря и Центральную Америку.

## Поведение
О миграции американской выпи мало известно. Северные популяции, которые обитают в районах, где температура воздуха опускается ниже нуля, как известно, мигрируют. Южные популяции, которые обитают в местах с более мягким климатом, не мигрируют. Американские выпи чрезвычайно асоциальные животные, с очень малой привязанностью между обоими полами.
В период размножения населяют области водно-болотных угодий, со свежей растительностью.
В состав рациона американских выпей в основном входит рыба, но они также потребляют земноводных, рептилий, мелких млекопитающих, ракообразных и насекомых. Окраска этих птиц покровительственная, позволяет незаметно поджидать добычу.
Американские выпи считаются моногамными птицами, однако при некоторых обстоятельствах возможна полигамия. Пара формируется в начале мая, и самка приходит на место гнездования. Обычно она выбирает место для гнезда в густой растительности в воде, на глубине 4—6 см. Гнездо строит самка, обычно из осоки, рогоза или другой растительности. Насиживание длится 24—28 дней. Кормление выполняют исключительно самки. Птенцы покидают гнездо через одну-две недели после рождения, но ещё до 4 недель их кормят взрослые.
Крик американской выпи похож на крик евразийской, но отличается в первую очередь двойной тональностью (в США его называют «звук засоренной помпы»), а во вторую — долготой исполнения. Американская выпь может кричать не переставая более получаса, особенно в брачный сезон.

## Галерея

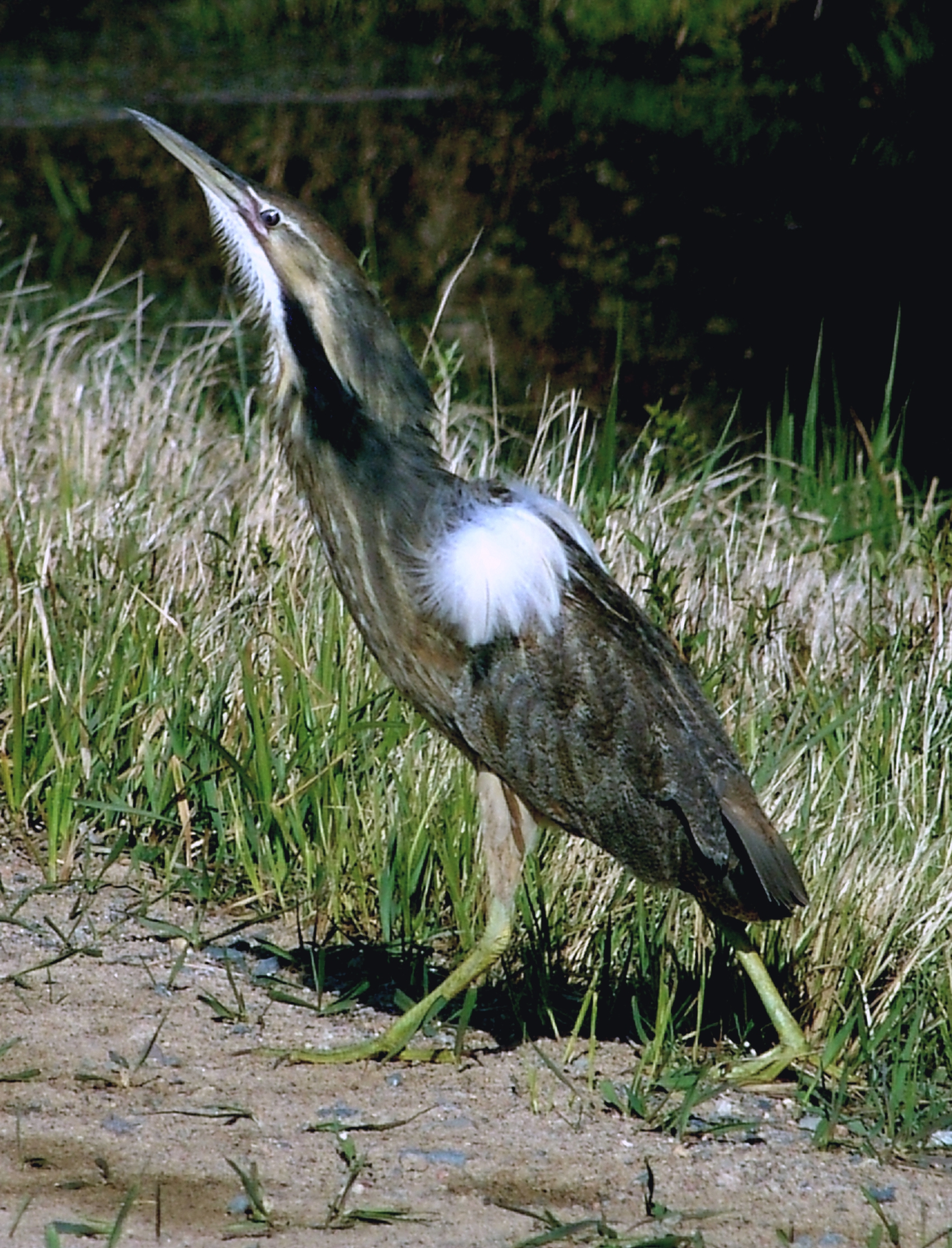
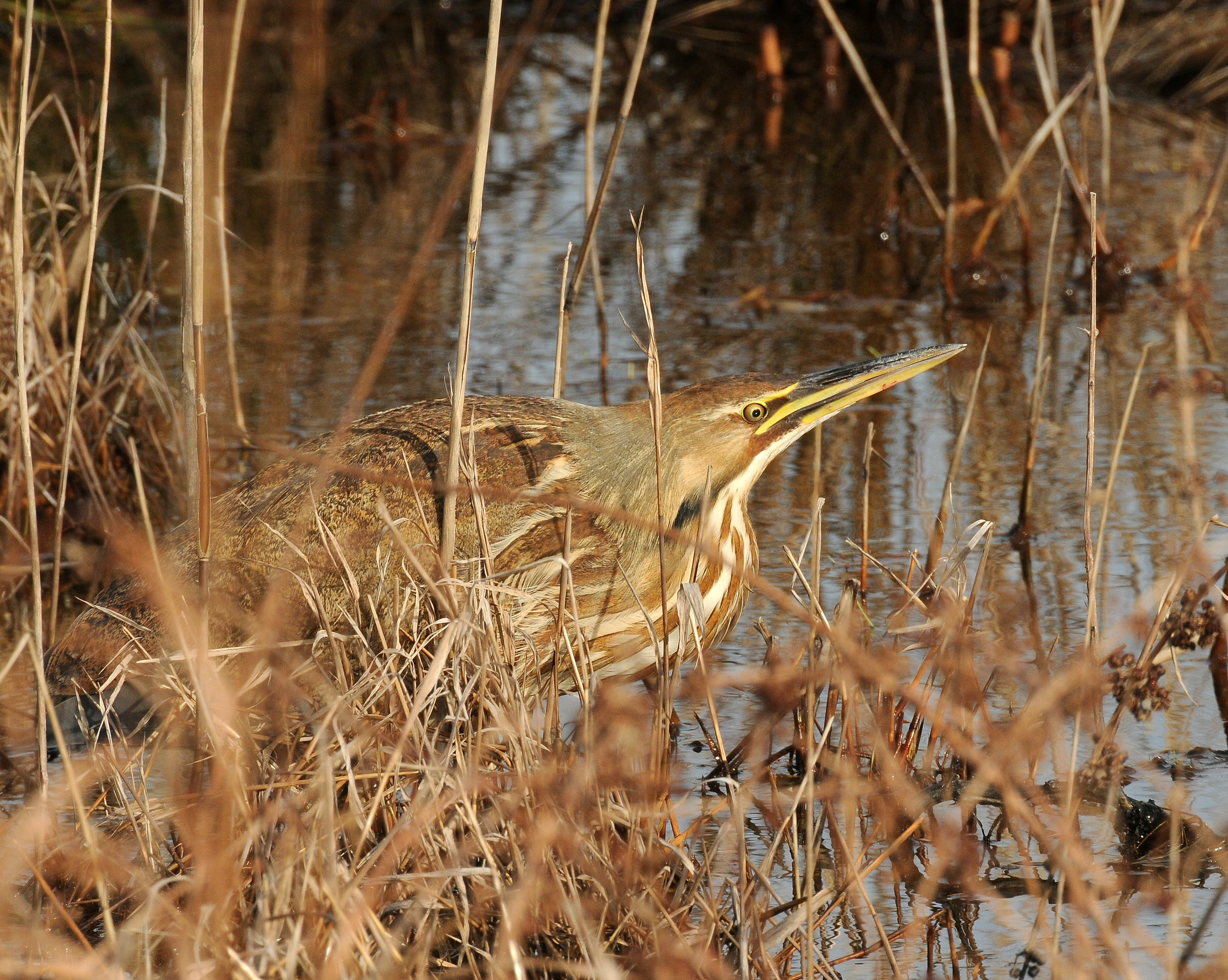
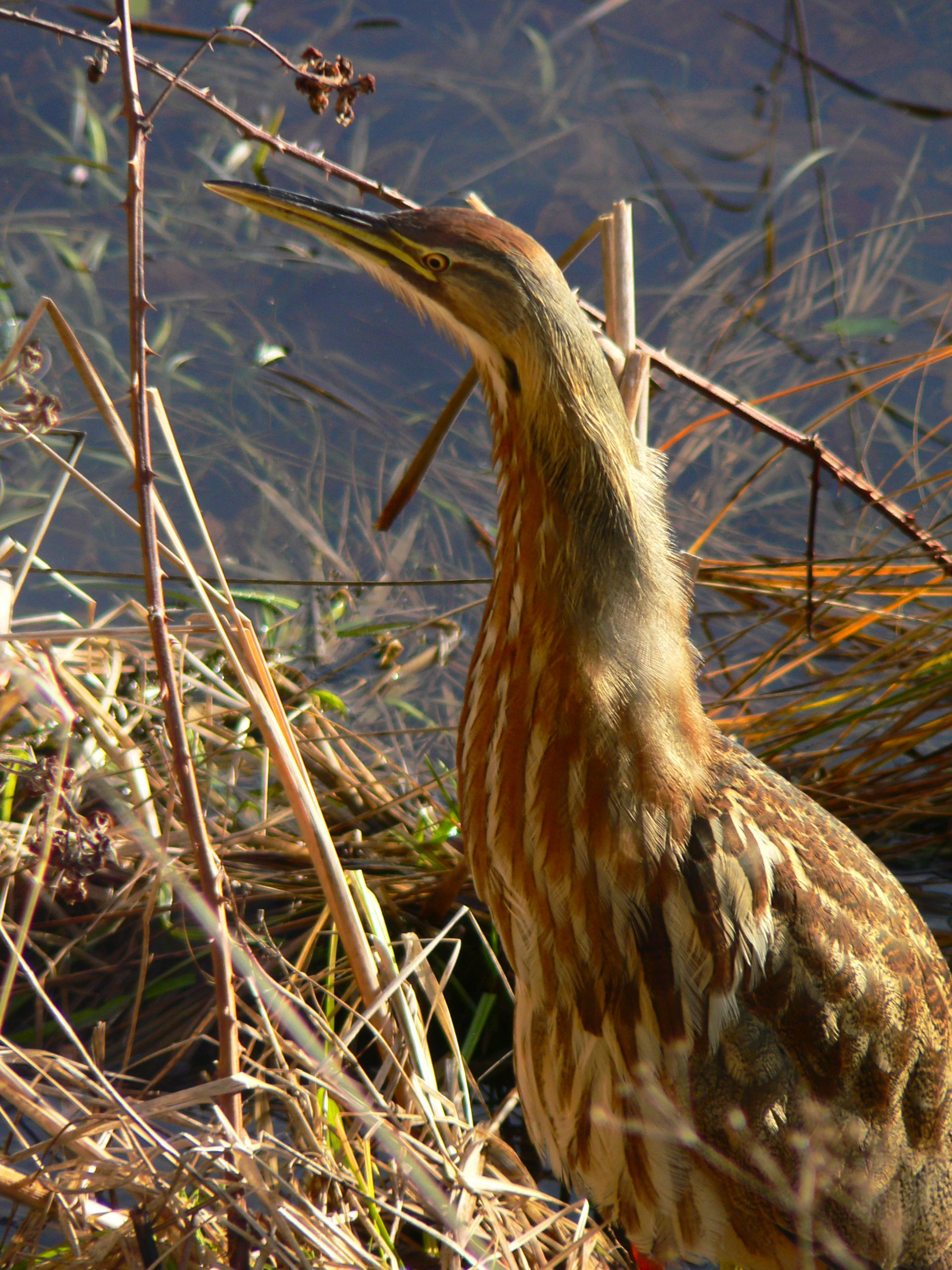